# ميك اندروز
ميك اندروز (بالإنجليزية: Mick Andrews)‏ هو متسابق دراجات نارية بريطاني، ولد في 5 يوليو 1944 في باكيستون في المملكة المتحدة.